# 因提夫一世
因提夫一世（Intef I）是古埃及第一中间期第十一王朝的一位法老，他是该王朝最早使用法老这个头衔的统治者。他的统治时间是从约公元前2115年至约公元前2103年。他的荷鲁斯式是塞赫托威（平息两国的）。
伊里奥特弗一世本来只不过是一位底比斯统治者，但是他得以将他的势力扩张到附近国土上，从此威胁埃拉克雷奥波利斯的统治者们。据记载，他于在位12年后战胜省长安克提菲后，统治了最南边从埃勒芬蒂尼到登达拉的六个省份。后来他开始自称为是法老。在一个雕像的残片上他被他的儿子称为是“所有神之父”（神这里是指法老）。这个雕像是在阿斯旺发现的，这说明他的统治区已经第一瀑布。他的统治区的北部边界可能是丹德拉（Dendera）。
伊里奥特弗一世的墓可以被确定在科纳（Korna，今天el-Tarif）。
在开罗博物馆陈列有一个名为伊里奥特弗的地方贵族和祭司首领的墓碑，这块墓碑被定期为约前2115年，它来自Dra Abu el-Naga，与第十一王朝的伊里奥特弗一世无关。这位伊里奥特弗显然还是定都希拉克利欧波力斯（赫拉克來俄波利斯人〈Heracleopolitan〉是埃及第九和第十王朝中埃及和下埃及(即埃及北部)的統治者。）的第九王朝的法老的臣民。